# Ferrera de Ojos Negros
Ferrera de Ojos Negros fue una aldea de la Comunidad de Daroca situada en el término municipal de Ojos Negros.

## Toponimia
El topónimo con fonética aragonesa Ferrera de Uellos Negros es conocido por "Rationes decimarum Hispaniae (1279-80): Aragón y Navarra":

Item a vicario de sancto Martino de Rivo / Item a rectore de Ferrera de vuellos negros / Item a rectore de Villar de Salze, nichil, quia non ascendit.

También se conoce la variante documental Ferrata de Huellos Negros.
En los textos medievales se encuentra castellanizado como Ferrera de Oios Negros, Ferrera de Ojos Negros.

## Historia
Las salinas de Ferrera de Ojos Negros tuvieron importancia en la Edad Media y llegaron a ser de propiedad real. La aldea de Ferrera de Ojos Negros fue destruida en 1356, durante los comienzos de la Guerra de los dos Pedros. En 1357 fue agregada a Ojos Negros. En 1401 el gobernador de Aragón y procurador de Juan Fernández de Heredia, Gil Roiz de Lihori vendió Mierla y las salinas de Ferrera de Ojos Negros a la Comunidad de Daroca.